# Kasteelmolen (Lemiers)
De Kasteelmolen was een watermolen in Lemiers in de Nederlands Zuid-Limburgse gemeente Vaals. De watermolen bevond zich in het gebouwencomplex van Kasteel Lemiers. De locatie van het landgoed werd tot in het begin van de 19e eeuw aangeduid met "Aan de Molenweg".
De molen bevond zich in het rechter deel van de kasteelhoeve, met op de hoek een ronde toren met een ui. Een uitloper van de kasteelgracht eindigt thans bij deze toren.
Van de watertoevoer is niets meer te zien, maar was wellicht afkomstig van de Selzerbeek. Vroeger heeft er een brug gelegen vanuit Lemiers over de Selzerbeek. Op die plek bevindt zich thans een stuw. Voor de stuw zal er een molentak gelegen hebben die de vergaarvijver heeft gevoed of via een haakse bocht bij de kopgevel met ronde toren zijn uitgekomen. Daarna zou de beek via een overkluisde goot van 30 meter lang naar de nog bestaande gemetselde bak gelopen hebben. Het gebruikte water kon vervolgens in de gracht/kasteelvijver wegstromen. De molen maakte gebruik van een middenslagrad.
Het gebouw is een rijksmonument.